# Microseris nutans
Microseris nutans es una especie de planta herbácea perteneciente a la familia de las asteráceas. Es originaria de Norteamérica.

## Distribución y hábitat
Es nativa del oeste de América del Norte, incluido el suroeste de Canadá y gran parte del oeste de los Estados Unidos, donde crece en muchos tipos de hábitat.

## Descripción
Es una planta es variable en su apariencia. En general, es una hierba perenne que crece hasta 70 centímetros de altura con un tallo ramificado. Las hojas son abundantes, de hasta 30 centímetros de longitud y, en general con dientes o lóbulos a lo largo de los bordes. La peluda inflorescencia se encuentra en una posición vertical o erecta en un pedúnculo. El capítulo contiene hasta 50 flores liguladas amarillas. El fruto es un aquenio con un cuerpo de color marrón o rojizo de unos pocos milímetros de largo. El extremo del cuerpo es un gran vilano compuesto de 15 a 30 escamas peludas plateadas.

## Sinonimia
- Ptilocalais nutans (Hook.) Greene
- Scorzonella nutans Hook.[2]

## Galería

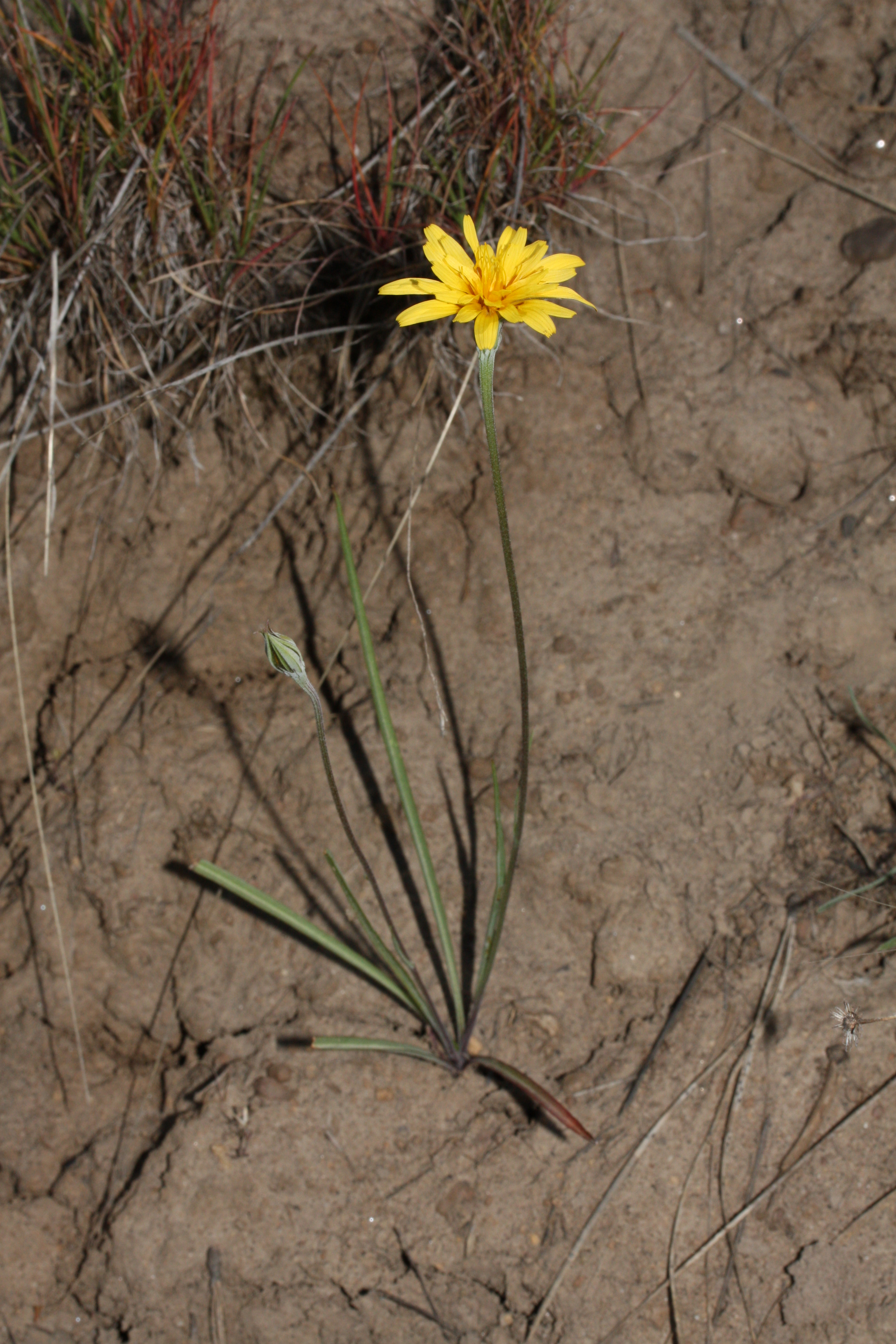
Wenas Wildlife Area
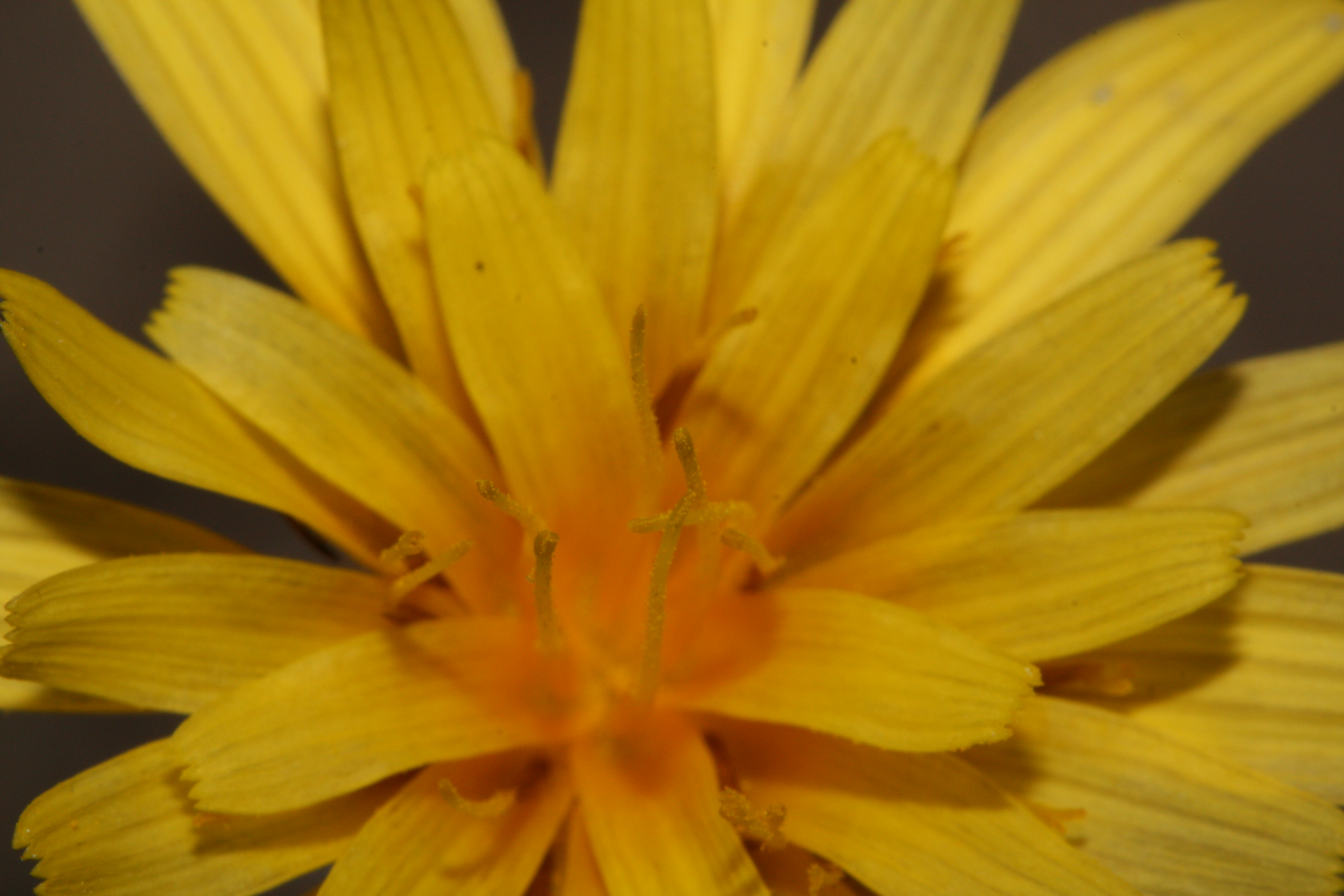
Wenas Wildlife Area
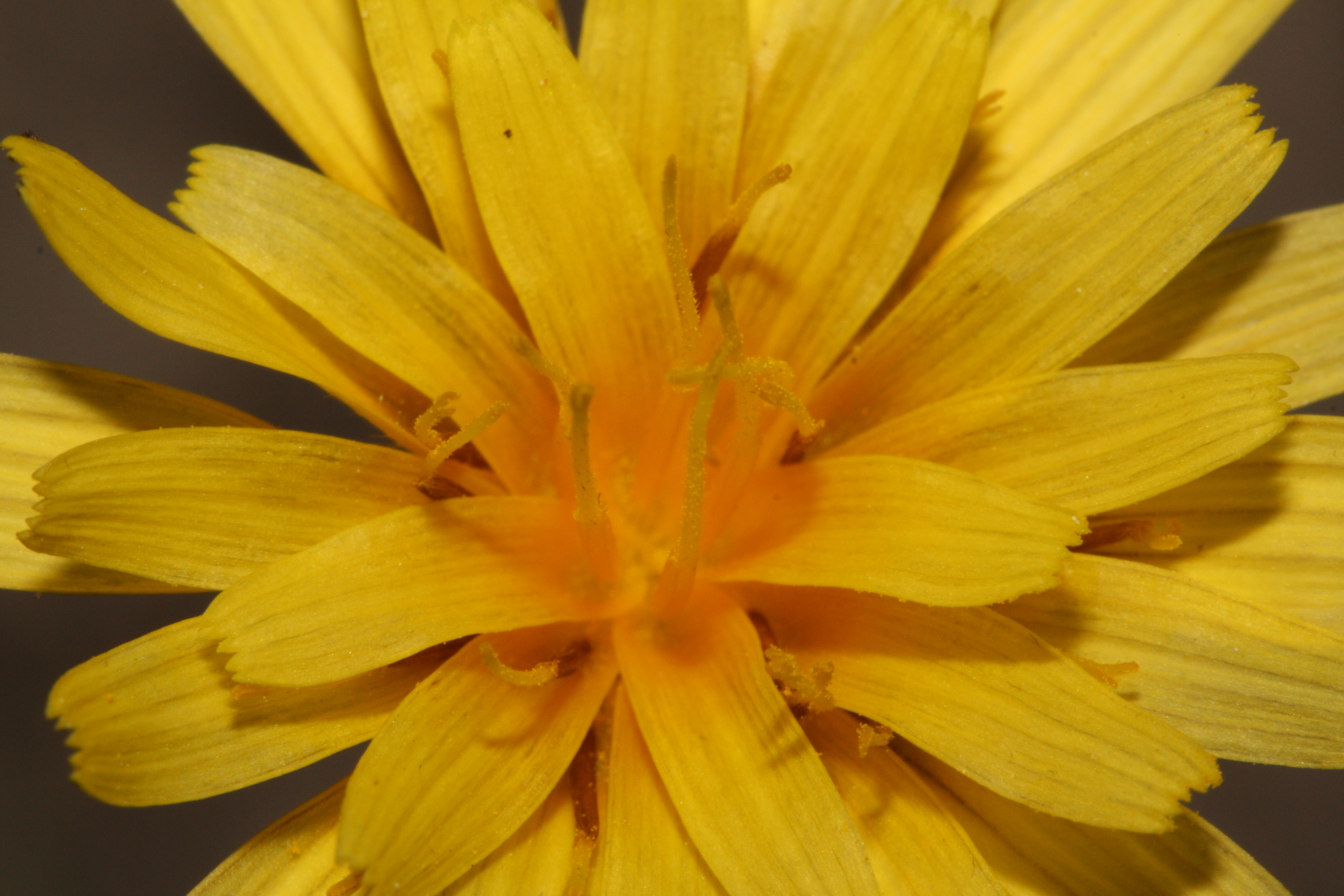
Wenas Wildlife Area